# Río Pshiajo
El río Pshiajo (en adigué: Пшияхо) o río Pshenajo en ruso: Пшенахо) es un río del krai de Krasnodar, en el Cáucaso Occidental, en el sur de Rusia. Discurre completamente por el raión de Tuapsé. Es afluente por la orilla izquierda del río Tuapsé.

## Curso
Nace en las laderas meridionales del Cáucaso Occidental, entre los montes Dva Brata y Semiglavaya,al oeste de Bolshoye Psheushko. Tiene 11 km de longitud y discurre predominantemente en dirección oeste.  Atraviesa Máloye Psheushko antes de desembocar en Gueorguiyevskoye en el Tuapsé.